# Dům V Lázních
Dům V Lázních, označovaný také Lázeň nebo U červeného lva, je dům čp. 286 v Praze 1 na Malé Straně, na nároží ulic Lázeňská a Saská. V roce 1964 byl zapsán do státního seznamu kulturních památek.

## Historie a popis
Nárožní dům s klasicistní fasádou vznikl na místě nejméně dvou starších domů. Jeho současná podoba odpovídá přestavbě z let 1831–1832, kterou navrhl architekt Karel Pollak.
Název domu je památkou na lázeň, jejíž existence v těchto místech je doložena již ve 14. století; proto se také celá ulice již od 14. století jmenuje Lázeňská. Také sousední dům v Saské ulici čp. 520/3 se nazývá V Lázni, a lázeň měl nejspíše i špitál patřící k sousední komendě johanitů. 
Zde stojící dům byl pravděpodobně stejně jako celé okolí původně v majetku johanitů – maltézských rytířů. Od 17. století až do přestavby v první polovině 19. století tu byl hotel, údajně v té době jeden z nejlepších v Praze.
V roce 1698 se zde podle legendy ubytoval ruský car Petr Veliký se svou družinou. Měsíc před Petrovým příjezdem do Prahy dorazila do Prahy služební část poselstva a měsíc bydlela ve třech domech na Malé Straně. Protože car cestoval inkognito, vznikla brzy po jejich odjezdu legenda, že Petr Veliký pobýval v Praze. Podle deníku poselstva, který vydal Nikolaj Ustrjalov v roce 1858, je zřejmé, že hlavní skupina poselstva, k níž patřil i Petr Veliký, odpoledne 16. června 1698 (6. června podle starého ruského stylu) Prahou pouze projížděla. Obědvali v hostinci „Poslední peníz“ na Špitálském poli v prostoru dnešního Karlína a pak se vydali na noční cestu do Vídně. 
Na přelomu let 1799 a 1800 zde bydlel ruský vojevůdce Alexandr Suvorov, na jehož počest tu uspořádal ples kníže Petr Ivanovič Bagration, a v roce 1833 tu pobýval francouzský diplomat a básník François René de Chateaubriand. Ještě v roce 1866 tu bydlel Otto von Bismarck, pak byl na konci 19. století objekt upraven na obytný dům a po nějakou dobu tu byly i posluchárny české univerzity.
Třípatrové průčelí do Lázeňské ulice má sedmiosou fasádu, podlaží jsou oddělena průběžnou parapetní římsou. Přízemí je bosované, střední portál má šambránu z umělého kamene.
Fasáda do Saské ulice je složitější. Má první dvě osy shodné s průčelím v Lázeňské, mezi okny 1. patra je pamětní deska ze sliveneckého mramoru upomínající na návštěvu Francoise de Chateaubrianda v květnu 1833. Další část fasády výrazně předstupuje, je pětiosá a v přízemí členěná slepými arkádami. Toto průčelí pak opět ustupuje a pokračuje Saskou ulicí dále na východ, kde ho uzavírá nízká zeď s vjezdovou branou do východního dvora, na jejíchž pilířích jsou barokní putti snad od Ignáce Platzera. Přes tento dvůr je přístupný nejen bytový dům Saská čp. 637/5, ale i dům Saská čp. 520/3, zvaný V lázni, který je ve starších pramenech zmiňován jako „zadní dům s lázní“ a vznikl snad jako renesanční novostavba lázně, přistavěná k čp. 286 po roce 1606.
V prvním, západním dvoře jsou patrné zbytky románské stěny s románským okénkem zhruba ve výši 1. poschodí, vlevo od něho je ještě jedno zazděné okno a další okno s gotickou profilací; to ale již patří k sousednímu objektu bývalého johanitského konventu.
Dům V Lázních je v soukromém vlastnictví, v jeho přízemí je restaurace.

## Galerie

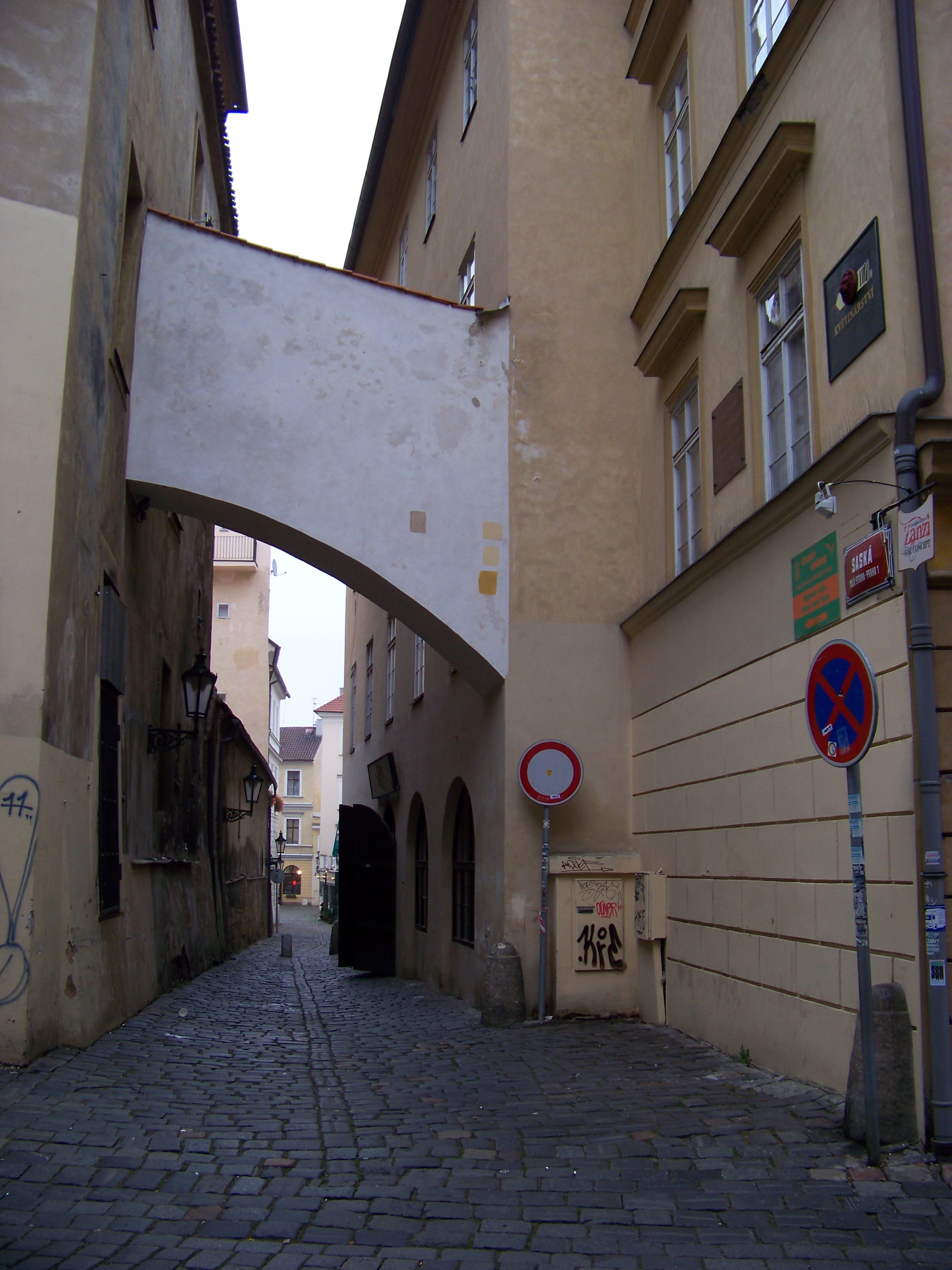
Saská ulice, roh domu čp. 286 vpravo (2011)
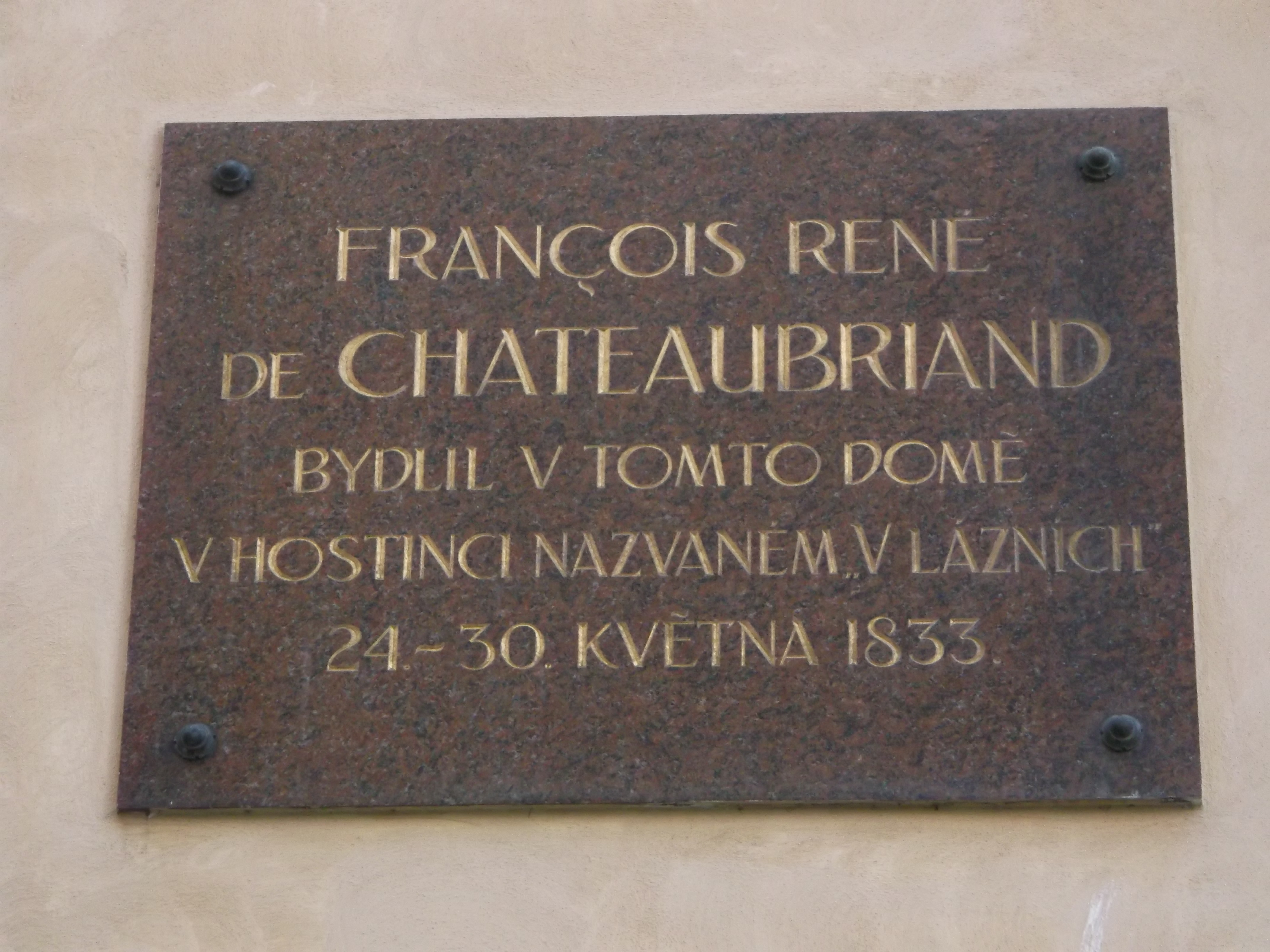
Pamětní deska
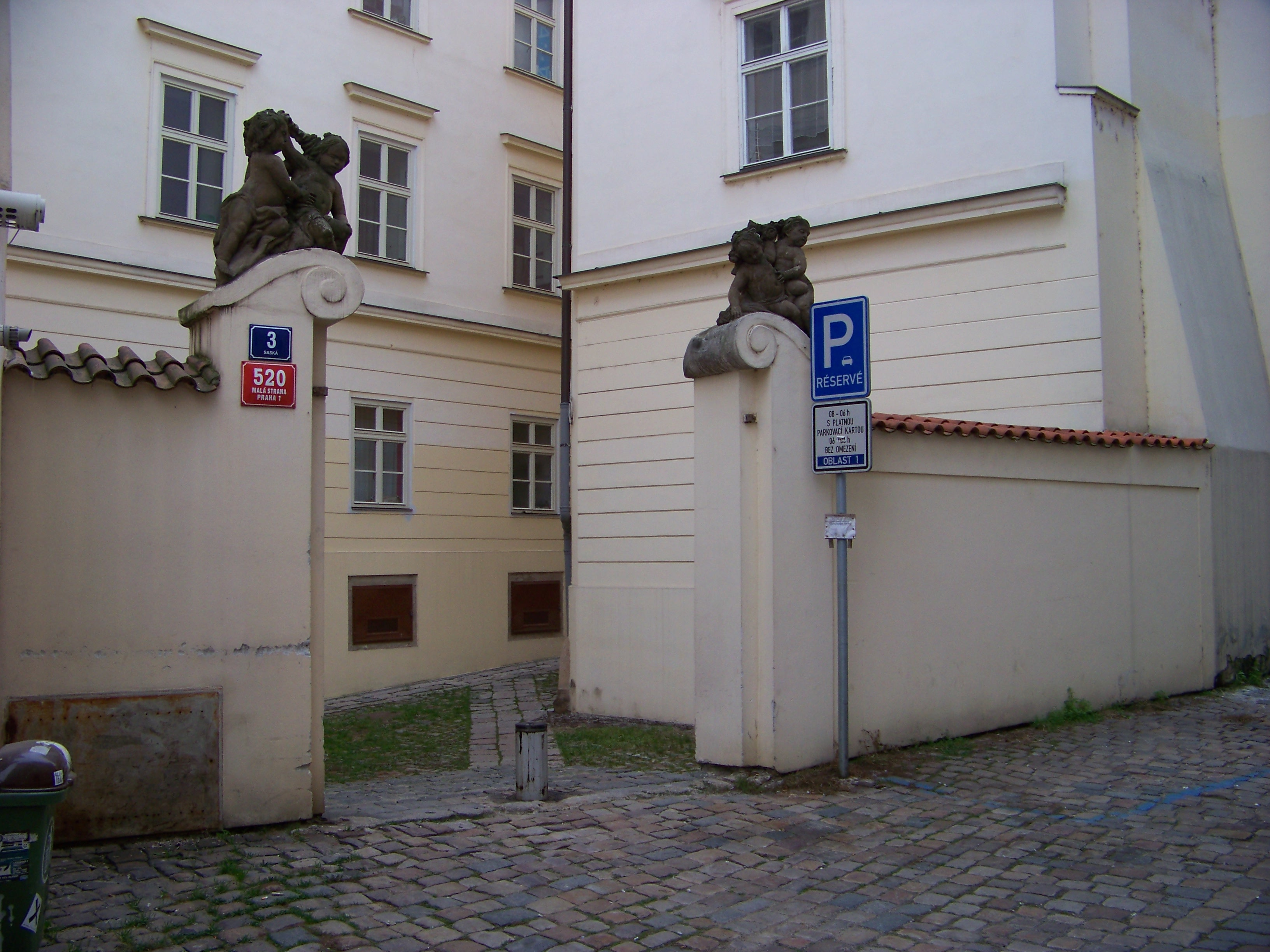
Brána do dvora v Saské ulici s putti (2011)